# Abierto Mexicano de Tenis 1993
L'Abierto Mexicano de Tenis 1993, conosciuto anche con il nome di 'Abierto Mexicano Telcel 1993 per ragioni di sponsorizzazione, è stato un torneo di tennis giocato sulla terra rossa. È stata la 1ª edizione dell'Abierto Mexicano de Tenis, facente parte della categoria World Series nell'ambito dell'ATP Tour 1993. Il torneo si è giocato presso il Club Alemán di Città del Messico in Messico, dal 22 al 28 febbraio 1993.

## Campioni

### Singolare
Thomas Muster ha battuto in finale  Carlos Costa con il punteggio di 6-2, 6-4
- È stato il 1º titolo stagionale per Muster, nonché il suo 14º titolo ottenuto in carriera.

### Doppio
Leonardo Lavalle /  Jaime Oncins hanno battuto in finale  Horacio de la Peña /  Jorge Lozano, 7-6, 6-4